# موروا، کورن‌وال
موروا (به انگلیسی: Morvah) یک روستا و محله مدنی در بریتانیا است که در کورنوال واقع شده‌است. موروا ۴۹ نفر جمعیت دارد.